# Les Casseurs de pierres
Pour les articles homonymes, voir Casseur.
Les Casseurs de pierres est un tableau peint en 1849 par Gustave Courbet, détruit en 1945, lors d'un bombardement en Allemagne. Il mesurait 165 × 257 cm.   

## Description
Deux hommes, représentés grandeur nature, se détachent sur une colline sombre. En haillons et le corps brisé, ils tournent le dos au spectateur, absorbés par leur tâche. Sur le premier plan, un homme avec un marteau ; sur le deuxième plan un homme avec la pierre ; sur le troisième, à gauche de la toile une corbeille en osier, à droite une marmite, une cuiller et un morceau de pain noir sur une besace.  
La signature grande et orange se trouve en bas à gauche. 

## Histoire
Le tableau a été peint en 1849 et fit partie des trois œuvres présentées par Courbet au Salon de 1850-1851 (avec Les Paysans de Flagey revenant de la foire et Un enterrement à Ornans). 
Courbet raconte, dans une lettre du 26 novembre 1849 à M. et MMe Francis Wey, qu'il aurait croisé ces ouvriers au bord de la route : « J'avais pris notre voiture, j'allais au château de Saint-Denis faire un paysage ; […] je m'arrête pour considérer deux hommes cassant des pierres sur la route. Il est rare de rencontrer l'expression la plus complète de la misère, aussi sur-le-champ m'advint-il un tableau. Je leur donne rendez-vous pour le lendemain dans mon atelier, et depuis ce temps j'ai fait mon tableau,. » Les deux hommes avaient accepté de poser pour le peintre. 

Courbet présente son tableau ainsi : 

« C'est un tableau de casseurs de pierres qui se compose de deux personnages très à plaindre ; l'un est un vieillard, vieille machine raidie par le service et l'âge ; la tête basanée et recouverte d'un chapeau de paille noire ; par la poussière et la pluie. Ses bras qui paraissent à ressort, sont vêtus d'une chemise de grosse toile ; puis, dans son gilet à raies rouges se voit une tabatière en corne cerclée de cuivre ; à son genou posé sur une torche de paille, son pantalon de droguet qui se tiendrait debout tout seul à une large pièce, ses bas bleus usés laissent voir ses talons dans des sabots fêlés. Celui qui est derrière lui un jeune homme d'une quinzaine d'années ayant la teigne ; des lambeaux de toile sale lui servent de chemise et laissent voir ses bras et ses flancs : son pantalon est retenu par une bretelle en cuir, et il a aux pieds les vieux souliers de son père qui depuis bien longtemps rient par bien des côtés. »

— Lettre de Courbet à Jules Champfleury, Ornans, printemps 1850
Il est exposé une première fois au Salon de 1850-1851, puis durant l'Exposition Courbet de 1867, après laquelle il est acheté par Laurent-Richard qui le revend en 1871 à M. Binand. En 1909, après la mort de celui-ci, il est acquis par la Gemäldegalerie Alte Meister de Dresde : la toile fut détruite lors du bombardement de la ville en février 1945, avec 154 autres tableaux, lors d'un transport en camion à la forteresse de Königstein.
Il existe deux premières esquisses préparatoires ou variantes, à l'huile. La première, mesurant 65 x 66 cm, figure les deux ouvriers orientés vers la gauche, et est signée en bas à droite ; elle est exposée au  Musée Oskar Reinhart « Am Römerholz » (Winterthour, Suisse). La deuxième mesurant 45 x 54.5 cm, ne figure qu'un seul ouvrier, celui au chapeau, et est signée en bas à droite (collection particulière). On compte aussi un dessin à la mine de plomb du jeune casseur de pierres (Ashmolean Museum).

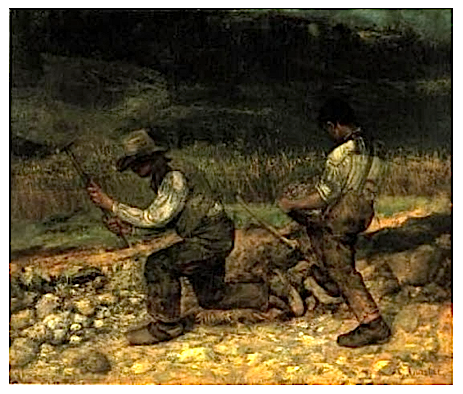
Les Casseurs de pierre (1849), huile sur toile,
, Musée Oskar Reinhart « Am Römerholz » (Winterthour, Suisse).

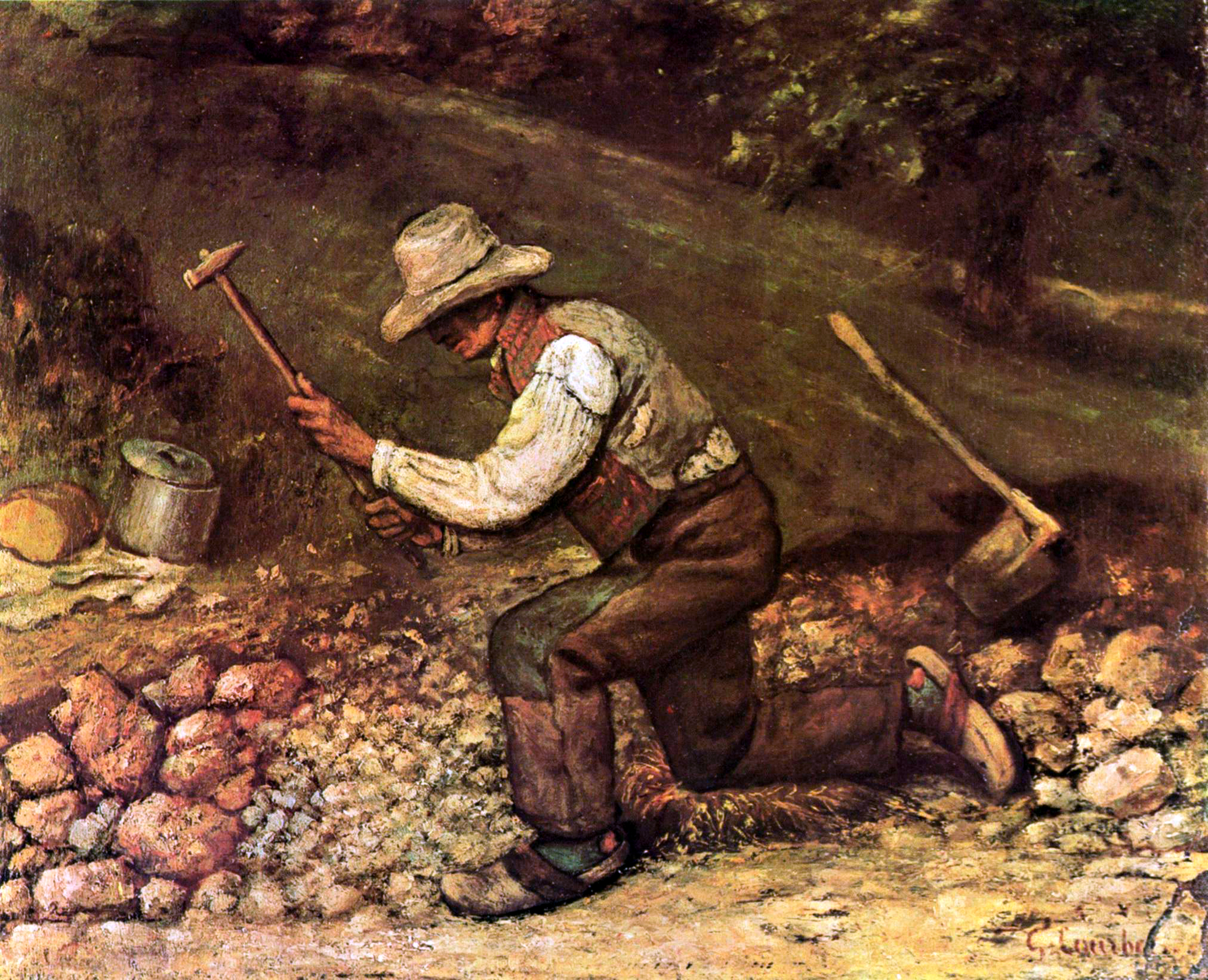
Le Casseur de pierre (1849), huile sur toile,, Milan, collection particulière.

## Contexte
Les Casseurs de pierres est traditionnellement considéré comme l'une des œuvres fondatrices du réalisme. Le peintre représente la réalité telle qu'il la voit. Ce n'est cependant pas la première fois que Courbet peint un travailleur : citons par exemple Le Cheminot datant des années 1845-1846, toile peu connue exposée au musée des beaux-arts de Dole. Représenter des travailleurs en situation, sans artifice, d'autres peintres le font à cette époque, notamment Carl Geyling (1814–1880) : ici, ce qui change radicalement, c'est le traitement de l'image avec son cadrage serré sur les corps, la taille des motifs, respectant les proportions à échelle 1, la palette des couleurs convoquées (terreuse, grise, sable…).
« Les Casseurs de pierres […] crient par leurs haillons vengeance contre l’art et la société », dit de la toile Émile Zola (1865).
« Ce tableau teinté de gris, avec ses deux hommes aux mains calleuses, au cou halé, était comme un miroir où se reflétait la vie terne et pénible des pauvres. » (Jules Vallès, 1866.)

## Connexions
René Char a composé un poème directement à partir du tableau, en 1937, dans son recueil Dehors la nuit est gouvernée : « Courbet : les Casseurs de cailloux ».
Dans son roman La chaise, Jean-Louis Ézine identifie l'homme au chapeau comme son arrière-arrière grand-père maternel : Jean-Marie Bunel (1817-1867).